# Vorkammereinspritzung

Prinzipskizze der Vorkammereinspritzung

Die Vorkammereinspritzung war ein bis in die 1990er Jahre weit verbreitetes Einspritzprinzip für Dieselmotoren (Kammerdieselmotor). Kennzeichnend ist, dass der Brennraum in Hauptbrennraum und Vorkammer unterteilt ist, der Kraftstoff wird in die Vorkammer eingespritzt. Heute ist sie weitgehend von der Direkteinspritzung verdrängt und kommt nur noch in Nischenanwendungen wie z. B. kleineren Diesel-Generatoren zur Anwendung.
Bei Benzinmotoren wurde die Vorkammereinspritzung ab 2015 in der Formel 1 eingesetzt und nachfolgend auch für Serienanwendungen untersucht.

## Geschichte
Die ersten Dieselmotoren hatten Lufteinblasung und funktionierten nur mit Unterstützung eines Kompressors, da der Kraftstoff mit Druckluft in den Brennraum eingeblasen wurde. Die Motoren waren dadurch groß, schwer und für mobile Anwendungen kaum einsetzbar. Prosper L’Orange, zu jener Zeit ein Entwicklungspartner von Rudolf Diesel, erfand 1909 das Vorkammerprinzip, mit dem auf Kompressoren verzichtet werden konnte. Prosper L’Orange erhielt am 14. März 1909 ein Patent (DRP 230 517) auf das Vorkammerverfahren mit Nadel-Einspritzdüse und einer regelbaren Einspritzpumpe. Der schwere und anfällige Druckluftkompressor entfiel und nach dem Ersten Weltkrieg konnten leichtere, schnelllaufende Dieselmotoren in Lastwagen eingebaut werden.
Beim Vorkammerdieselmotor von Prosper L’Orange wird der Kraftstoff von einer mechanischen Pumpe ohne Spritzdüse bei zu Beginn des Kompressionshubs noch mäßigem Druck in einen Zwischenkanal zwischen Brennraum und Vorkammer eingebracht. Für die Zerstäubung sorgt die vom Kolben komprimierte Luft, die vom Brennraum in die Vorkammer wirbelt. Ein Teil des zerstäubten Kraftstoffs entzündet sich in der Vorkammer, die Expansion drückt und zerstäubt den restlichen im Zwischenkanal enthaltenen Kraftstoff in den Brennraum, wo dann die Hauptverbrennung erfolgt.
Die Einspritzpumpe war zunächst eine mechanische, ungeregelte Pumpe, der Zerstäubungs- und Verbrennungsvorgang deswegen schwer zu beeinflussen. Eine wichtige Weiterentwicklung war die Einführung der Einspritzdüse, mit der die Kraftstoffzerstäubung genauer und kontrollierter vorgenommen werden kann.
Im Pkw-Sektor war Mercedes-Benz spätestens ab den 1970er Jahren (Ausnahme: Fiat 127 D) der einzige Hersteller, der für seine Pkw Dieselmotoren die Vorkammereinspritzung beibehielt, alle anderen Pkw-Hersteller setzten schon auf das Wirbelkammerverfahren. Ab der zweiten Hälfte der 1980er Jahre und im Verlauf der 1990er Jahre wurde das Kammerverfahren auch bei Diesel-Pkw zunehmend durch die Direkteinspritzung abgelöst.

## Beschreibung
In die Vorkammer, deren Größe etwa 35 % des Hauptbrennraums entspricht, wird Kraftstoff mit einer Einlochdüse möglichst weit in Richtung auf die Mündung zum Hauptbrennraum eingespritzt. Der Einspritzdruck ist mit maximal 400 bar vergleichsweise moderat, was sich günstig auf die Haltbarkeit von Einspritzpumpe und Einspritzventil und die Nutzung verschiedener Brennstoffe auswirkt. Die Form der Vorkammer soll eine gute Kraftstoff-Luft-Mischung erzielen. Das wird häufig auch mit einem in der Vorkammer angeordneten Prallstift (teilweise auch mit Prallkugel) erreicht, der vom Einspritzstrahl getroffen wird. Im Betrieb wird der Prallstift sehr heiß, der aufgespritzte Kraftstoff verdampft dadurch sehr rasch. Der Zündverzug wird dadurch nochmals reduziert, was Motordrehzahlen von 5.500/min und darüber möglich macht.
Der Kraftstoff wird mit einem Teil der Verbrennungsluft vorgemischt und verbrennt teilweise in der Vorkammer. Die dadurch hervorgerufene Expansion drückt das Gemisch durch einen einmündenden Kanal, den sogenannten Schusskanal, in den Hauptbrennraum. Die Vorkammer wirkt also mit ihrer Vorverbrennung wie eine zweite Einspritzdüse. Im Hauptraum läuft der größte Teil der Verbrennung ab, die auf den Kolben wirkt. Durch den geringen Einspritzdruck und die kontrollierte Verbrennung ist die Belastung der Bauteile niedrig, was zusammen mit den niedrigen Kolbengeschwindigkeiten hohe Laufleistungen der Dieselmotoren erlaubte (z. B. Mercedes-Benz OM 615).

## Vor- und Nachteile
Vorteile gegenüber direkteinspritzenden Dieselmotoren:
- Geringe Einspritzdrücke ab 118…132 bar
- Niedrige Zünddrücke, dadurch geringere mechanische Belastung des Triebwerks[6][7]
- Geringerer Zündverzug des unterteilten Brennraums, daher für leichtsiedende Kraftstoffe mit geringer Zündwilligkeit geeignet[8] (Vielstoffeigenschaften)
- Geringere Geräuschemissionen im Vergleich zu mechanisch gesteuerten Direkteinspritzern[9] (= ohne Mehrfacheinspritzung)
- Geringerer Ausstoß von Stickoxiden

Nachteile gegenüber direkteinspritzenden Dieselmotoren:
- Common-Rail-Motoren mit Mehrfacheinspritzung weisen ein besseres Geräuschemissionsverhalten auf.[8]
- Große Wärme- und Strömungsverluste des geteilten Brennraums mit relativ großen Oberflächen, dadurch
  - schlechter Wirkungsgrad[8] mit etwa 15 % bis 20 % höherem Kraftstoffverbrauch[7]
  - Kaltstart erfordert Glühkerzen zur Beheizung der Vorkammer[7], damit die Selbstzündungstemperatur erreicht wird
- Neigung zum Rußen (Abgastrübung), insbesondere wenn die Vorkammer im Leerlauf ausgekühlt und dann angefahren wird.[7]

Bei defekten Glühkerzen, extremer Kälte oder schwacher Batterie kann der Motor nur durch eine höhere Startdrehzahl (Anschleppen) oder mit Hilfe von Starthilfespray gestartet werden.

## Varianten
Zunächst konnten mit dem Vorkammerverfahren Dieselmotoren kompakt gebaut werden, waren jedoch noch immer nicht als Fahrzeugantrieb geeignet. Erst mit der Erfindung der Nadeleinspritzdüse und der Trichtervorkammer im Jahre 1919 sowie der regelbaren Einspritzpumpe 1921 konnten Vorkammermaschinen schnelllauffähig gebaut werden, sodass sie als Fahrzeugantrieb in Betracht kamen. In den Folgejahren wurde primär die Form der Vorkammer weiterentwickelt, um den Zündverzug weiter zu mindern.
Einige Autoren bezeichnen auch das M-Verfahren als Sondervariante des Vorkammerverfahrens.

### Verfahren zur Direkteinspritzung in Verbrennungsmotoren

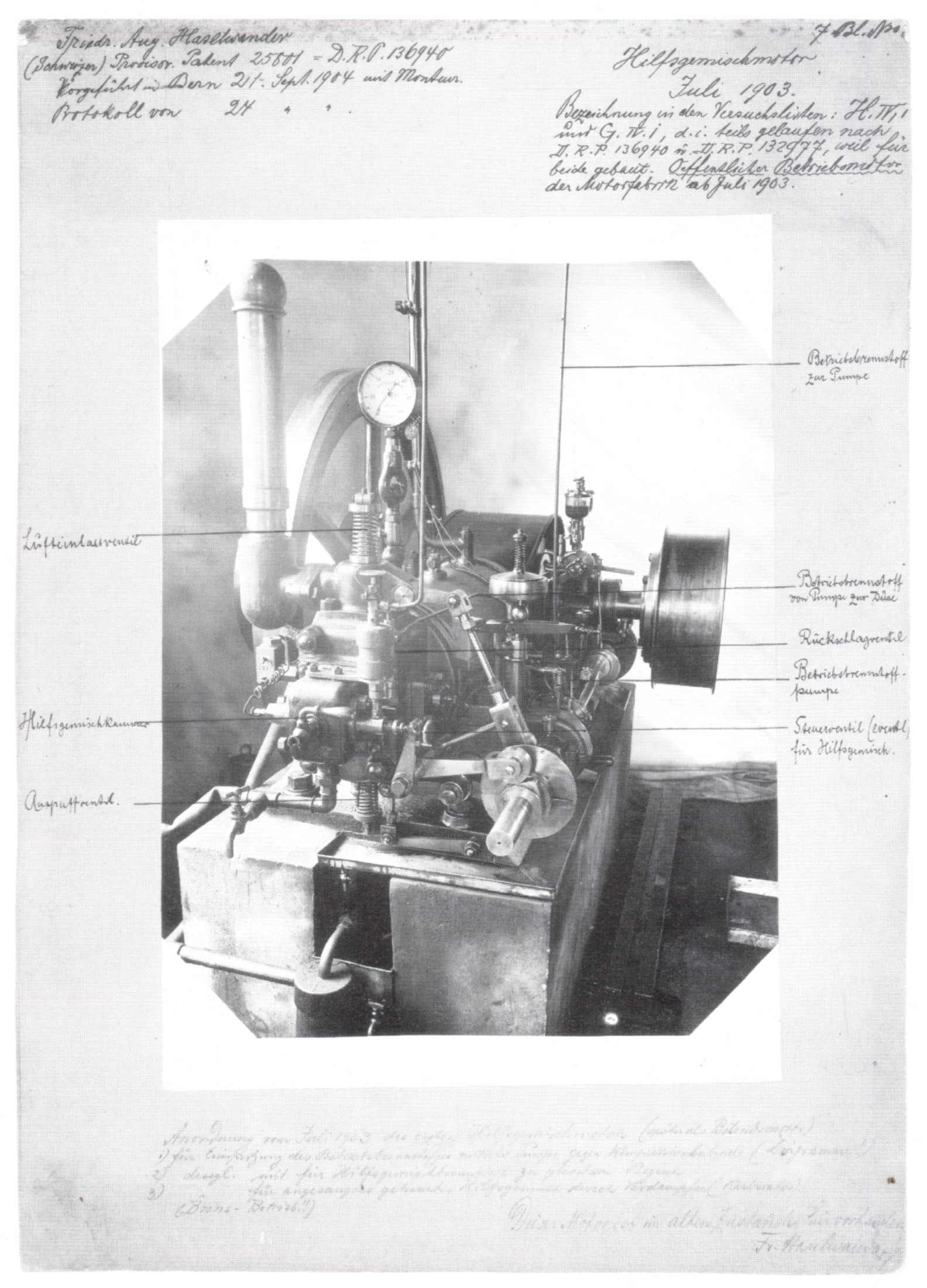
Anlage zur Patentschrift, 1903

Bereits 1898 führte Friedrich August Haselwander Untersuchungen zur Direkteinspritzung von Kraftstoff in Verbrennungsmotoren durch. Haselwander setzte auf einen Verdränger, anstelle des von Rudolf Diesel verwendeten Kompressors mit Einspritzdüse (verdichterlosen Dieselmotor) und 1901 entwickelte er den Dieselmotor mit Vorkammereinspritzung (Haselwander-motor).